# زیردریایی یو-۲۰۲
زیردریایی یو-۲۰۲ (به انگلیسی: German submarine U-202) یک زیردریایی بود که طول آن ۶۷٫۱ متر (۲۲۰ فوت ۲ اینچ) بود. این زیردریایی در سال ۱۹۴۱ ساخته شد.